# Samsat
Samsat là một huyện thuộc tỉnh Adıyaman, Thổ Nhĩ Kỳ. Huyện có diện tích 295 km² và dân số thời điểm năm 2007 là 10356 người, mật độ 35 người/km².